# Lepidoscia microzona
Lepidoscia microzona is een vlinder uit de familie van de zakjesdragers (Psychidae). De wetenschappelijke naam van deze soort is voor het eerst voorgesteld als Xysmatodoma microzona door Oswald Bertram Lower in een publicatie uit 1903.
De soort komt voor in Australië (Zuid-Australië).